# القوات المسلحة التركمانية
القوات المسلحة لتركمانستان (بالتركمانية: Türkmenistanyň Ýaragly Güýçleri)‏، والمعروفة بشكل غير رسمي باسم الجيش الوطني التركماني (بالتركمانية:  Türkmenistanyň Milli goşun)‏ هي الجيش الوطني لتركمانستان. وهي تتألف من القوات البرية والقوات الجوية والدفاع الجوي والبحرية والتشكيلات المستقلة الأخرى (قوات الحدود والقوات الداخلية والحرس الوطني).

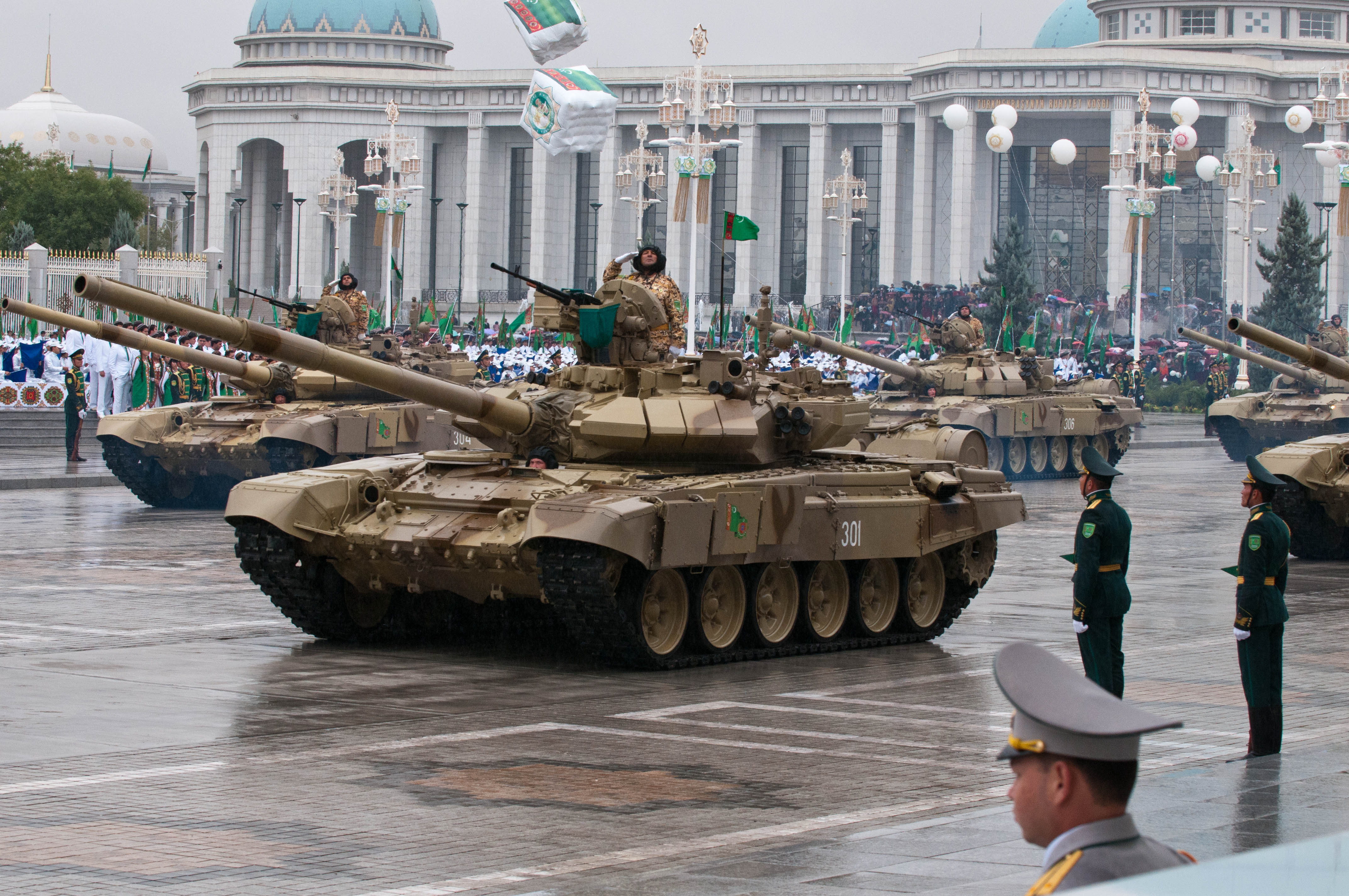
الدبابة التركمانية في العرض العسكري التركماني،

شعار القوات المسلحة التركمانية

## الفروع
- القوات البرية التركمانية
- القوات الجوية التركمانية
- القوات البحرية التركمانية
- قوات الدفاع الجوي التركمانستان

تقع وحدات القوات البرية في كل من المقاطعات الخمس العسكرية: منطقة أهال العسكرية، منطقة البلقان العسكرية، منطقة داشوغوز العسكرية، منطقة ليباب العسكرية، منطقة ماري العسكرية. تتم السيطرة العملياتية المباشرة على القوات البرية من قبل هيئة ألاركان ل لقوات المسلحة لتركمانستان.

## التاريخ
أساس القوات البرية التركمانية الحالية هو عدة فرق بنادق من منطقة تركستان العسكرية (المتمركزة في أوزبكستان المجاورة ) التابعة للقوات المسلحة السوفيتية. من بين هذه الوحدات، كان الفيلق 36 من الجيش متمركزًا في تركمانستان الاشتراكية السوفياتية. تم سحب أو فصل أكثر من 50000 فرد من الجيش السوفيتي السابق بعد إنشاء وزارة الدفاع الوطني. كان هذا أكثر من نصف القوات السوفيتية التي عملت في جمهورية تركمانستان الاشتراكية السوفياتية في نهاية عام 1991. وكان من بين قادة الجيش المؤقت في النصف الأول من التسعينيات اللواء فيكتور زافارزين واللفتنانت جنرال نيكولاي كورميلتسيف (رئيس الأركان وقائد الوحدة المنفصلة). جيش الأسلحة المشتركة لتركمانستان على التوالي). بحلول عام 1993، قامت القوات البرية بتشغيل 200 وحدة عسكرية، 70 منها كانت تحت سلطة تركمان روسية مشتركة. تم تخفيض القوات البرية إلى حوالي 11000 بحلول عام 1996، والتي تم تنظيمها في فيلق جيش واحد.

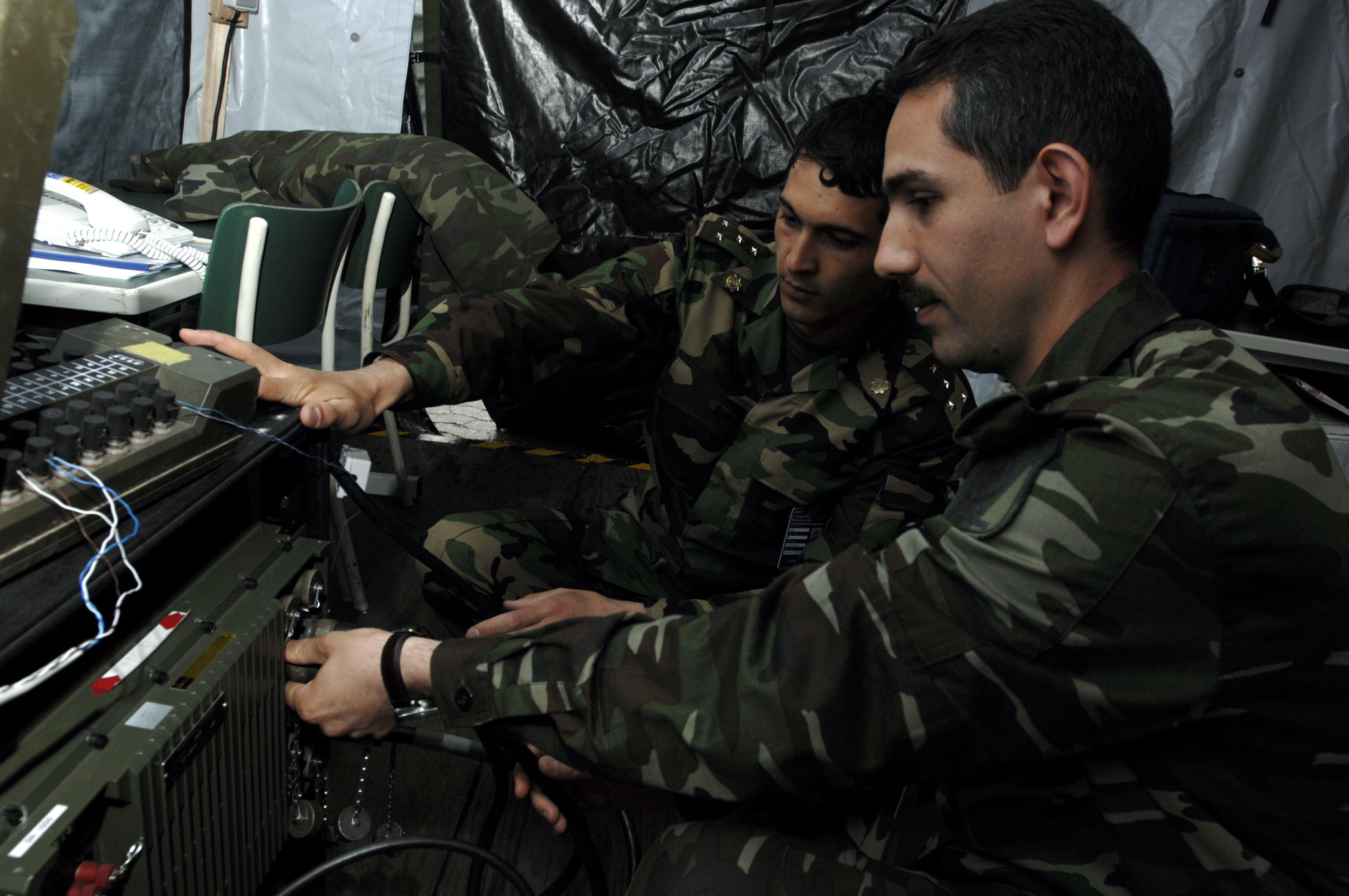
الكابتن التركماني علي توفاكيشيف مع نظيرة الاذربجاني خلال تمرين إنديفور المشترك 2007 في ألمانيا.